# Takeda Sōkaku
Pour les articles homonymes, voir Takeda.
Takeda Sōkaku (武田 惣角, Takeda Sōkaku, 10 octobre 1859-25 avril 1943) ou de son nom complet Takeda Sōkaku Minamoto-no-Masayoshi en référence à son appartenance au lignage noble Seiwa genji (descendants de l'empereur Seiwa). 
Dernier membre d'une famille traditionnelle de samouraïs, il a consacré sa vie à la diffusion des arts martiaux de leur clan, en particulier le Daito-ryu jujutsu qui a été rebaptisé le Daitōryū aikijūjutsu.
Sōkaku Takeda fut à la fois un des premiers maîtres d'arts martiaux au sens moderne du terme et un des derniers guerriers du Japon traditionnel.

## Biographie
Sōkaku Takeda naquit le 10 octobre 1859 dans la ville d'Aizu Sakashita dans la province de Mutsu au Japon et reçut dans sa jeunesse l'enseignement de son père, Sokichi Takeda. Il fut par la suite formé en oshiki uchi (protocole à l'intérieur des cours) de 1875 à 1898 par Saigō Tanomo (Chikamasa).
À la demande de ce dernier, il ouvrit l'enseignement des techniques du clan Aizu à d'autres personnes. Sōkaku Takeda se mit alors à voyager à travers tout le Japon. Pour nommer son art, il utilisa le nom Daito, qui était celui du château du fondateur du clan Aizu, puis le terme Aiki en référence à l'ancien art de combat l'Aiki in ho yo et enfin jujitsu (techniques souples de combat à mains nues). Sōkaku Takeda devint un des grands maîtres du Daitōryū aikijūjutsu, l'un des derniers samouraïs du Japon et un grand combattant ; une anecdote raconte qu'il a à lui seul mis au pas un clan entier de yakuzas. 
On sait aussi qu'il était l'une des plus fines lames de son époque, et qu'il aurait participé à de nombreux duels avec shinai, mais aussi avec des shinken (vrais sabres aiguisés). Il voulait bien sûr participer à la rébellion de Saigo Takamori contre le gouvernement Meiji, mais bien qu'il parvint jusqu'à Kyushu, la guerre était déjà finie, et il dût retourner à Honshu, où il vécut à Osaka au dōjō du Kyōshin Meichi-ryū, en tant qu'invité du maître des lieux pendant dix ans.
Selon une liste d'élèves établie par Sokaku Takeda, il eut environ 30 000 élèves. Parmi ses élèves, les plus célèbres sont Morihei Ueshiba (fondateur de l'aïkido), Tokimune Takeda (son fils et successeur au titre de sōke), Takuma Hisa (successivement élève de Morihei Ueshiba, puis de Sokaku Takeda, et l'un des deux seuls à avoir reçu des mains de Takeda le menkyo kaiden, diplôme de transmission totale),, Yukiyoshi Sagawa et Ryuho okuyama (fondateur du Hakkō-ryū). En 1915, lors d'un périple dans l'île de Hokkaido, Sokaku Takeda rencontra Morihei Ueshiba, qui devint plus tard son élève et son assistant. En 1922, Morihei Ueshiba reçut de Sokaku Takeda son diplôme officiel d'enseignement (Kyōju dairi) en Daito ryu aiki jujutsu. Choi Yong-sul, controversé fondateur du coréen hapkido, prétendait aussi avoir reçu l'enseignement direct de Takeda, en dépit d'un manque de preuves et deux versions contradictoires de la façon dont il fut amené à l'étudier. Il est à noter aussi que Takeda n'a conféré que deux menkyō kaiden dans toute sa vie, et qu'aucun des deux ne fut au nom du fondateur de l'hapkido.
Takeda Sōkaku mourut le 25 avril 1943, à l'âge de 83 ans, c'est à son troisième fils Takeda Tokimune (nom complet : Takeda Sōzaburō Minamoto-no-Tokimune) (1916-1993), que Sōkaku a confié la charge du Daitō-ryū aiki-jūjutsu, perpétuant ainsi la lignée des Takeda.